# Ectemnonotum amplum
Ectemnonotum amplum är en insektsart som beskrevs av Victor Lallemand 1927. Ectemnonotum amplum ingår i släktet Ectemnonotum och familjen spottstritar. Inga underarter finns listade i Catalogue of Life.